# 杨家板桥镇
杨家板桥镇，是中华人民共和国河北省唐山市玉田县下辖的一个乡镇级行政单位。

## 行政区划
杨家板桥镇下辖以下地区：
于家桥村、杨家板桥村、西杨家套村、孟钦庄村、时家定府村、玉船窝村、大辛庄村、小辛庄村、宋庄村、北三村、晨光村、傅家铺村、富三村、高新村、河口村、贺林新村、康乐村、利民村、三家良村、新五村、西张联村、贤德城村、永富村和于窑联村。